# Cucullia achalina
Cucullia achalina là một loài bướm đêm trong họ Noctuidae.